# Флот внутрішніх вод

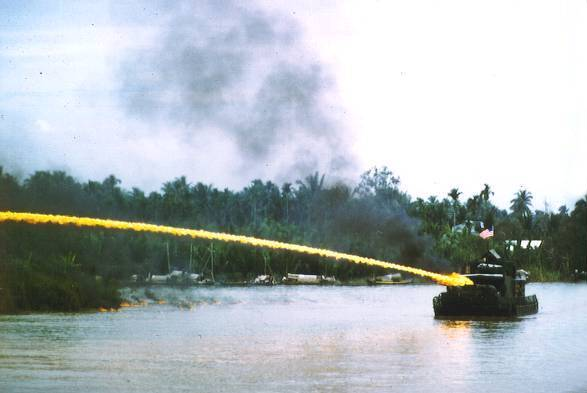
Річковий канонерський човен ВМС США застосовує напалм під час війни у В'єтнамі.

Флот внутрішніх вод (англ. brown-water navy - за кольором насиченої осадами прісної води) у широкому сенсі позначає військово-морські сили, призначені для проведення військових операцій на ріках, великих озерах, прибережних мілководдях.
Англомовний варіант терміна з'явився у ВМС США під час Громадянської війни і стосувався підрозділів Флоту Союзу, які діяли на Міссісіпі. З того часу він застосовується для позначення річкових і озерних  флотилій, що складаються з невеликих канонерських човнів та катерів, іноді разом з більшими плавучими базами, Приміром, під час війни у В'єтнамі такі плавучі бази створювались з модифікованих десантних кораблів LST часів Другої світової війни. 
Флот внутрішніх вод суттєво відрізняється від морехідного флоту відкритого моря. Проміжною ланкою між ними є флот ближнього моря. На відмін від морехідних кораблів, кораблі та катери річкових та озерних флотилій мають невеликі розміри та малу осадку. Водночас, відповідні технічні характеристики корабельно-катерного складу флоту внутрішніх вод суттєво ускладнюють його застосування у відкритому морі. Тактика застосування флоту внутрішніх вод також суттєво відрізняється, оскільки має враховувати такі виклики, як обмеженість маневру у замкнених водоймах, вразливість від засобів ураження сухопутних сил, таких як польова артилерія тощо.